# Castelló d'Empúries
Pour les articles homonymes, voir Castelló.
Castelló d'Empúries (nom officiel en catalan) (Castellón de Ampurias en castillan) est une commune de la comarque d'Alt Empordà dans la province de Gérone en Catalogne (Espagne).
Sur son territoire se trouvent la marina d'Empuriabrava et partiellement le parc naturel des Aiguamolls.

## Géographie
Commune située sur la Costa Brava, sur les rives de la mer Méditerranée au fond du golfe de Rosas.

## Histoire
La 69e demi-brigade de première formation composée des :
- 1er bataillon du 35e régiment d'infanterie (ci-devant Aquitaine)
- 1er bataillon de volontaires des Hautes-Alpes
- 3e bataillon de volontaires de la Drôme

fut formée à Castelló d'Empúries le 18 germinal an III (7 avril 1795)

## Lieux et monuments
- Basilique de Castelló d'Empúries

Cette basilique, parfois appelée "Cathédrale de l'Empordà" est située dans le quartier antique de la ville. Elle est considérée comme l'un des monuments religieux les plus importants de la province de Gérone.

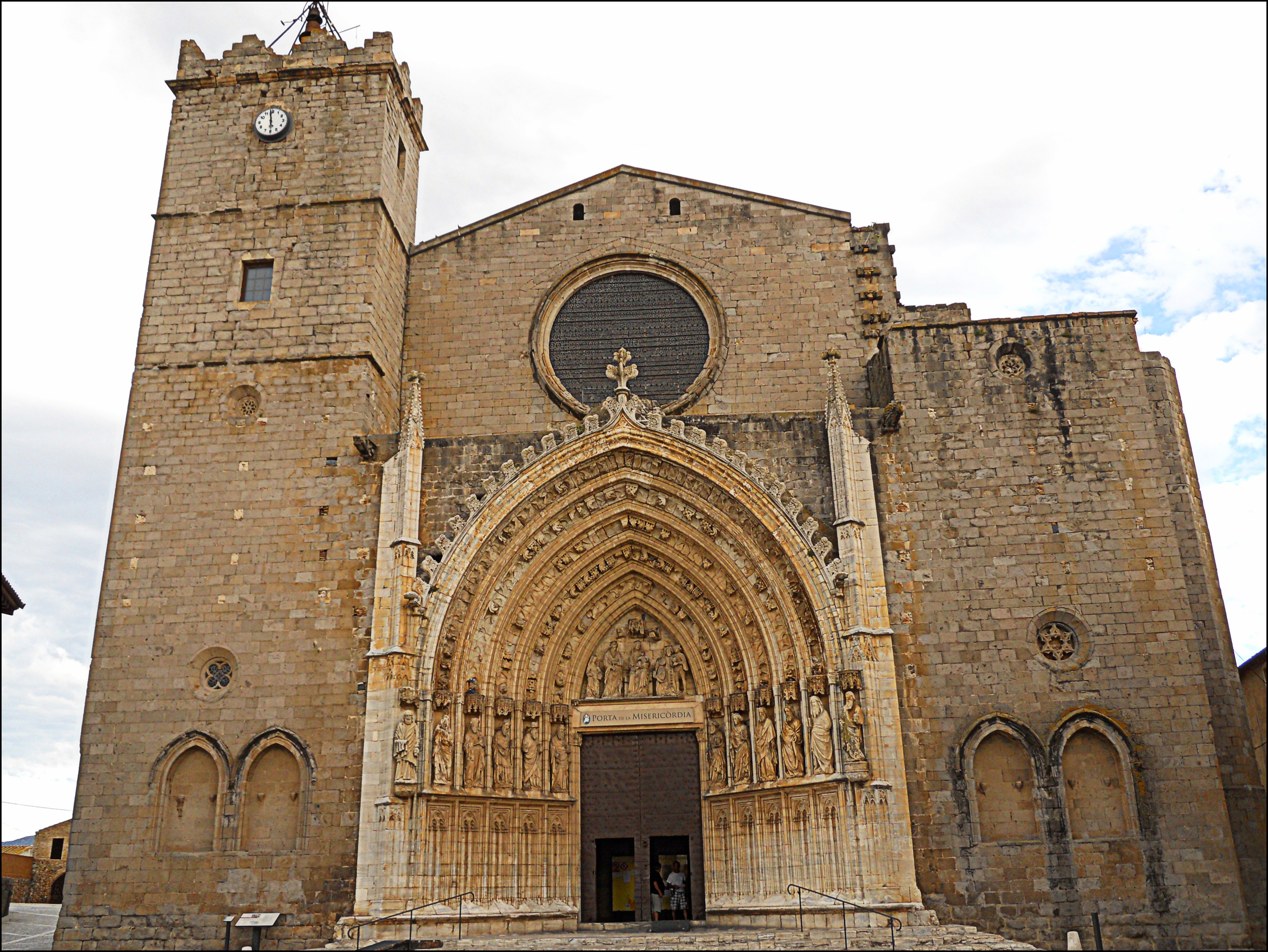
Façade de la cathédrale.
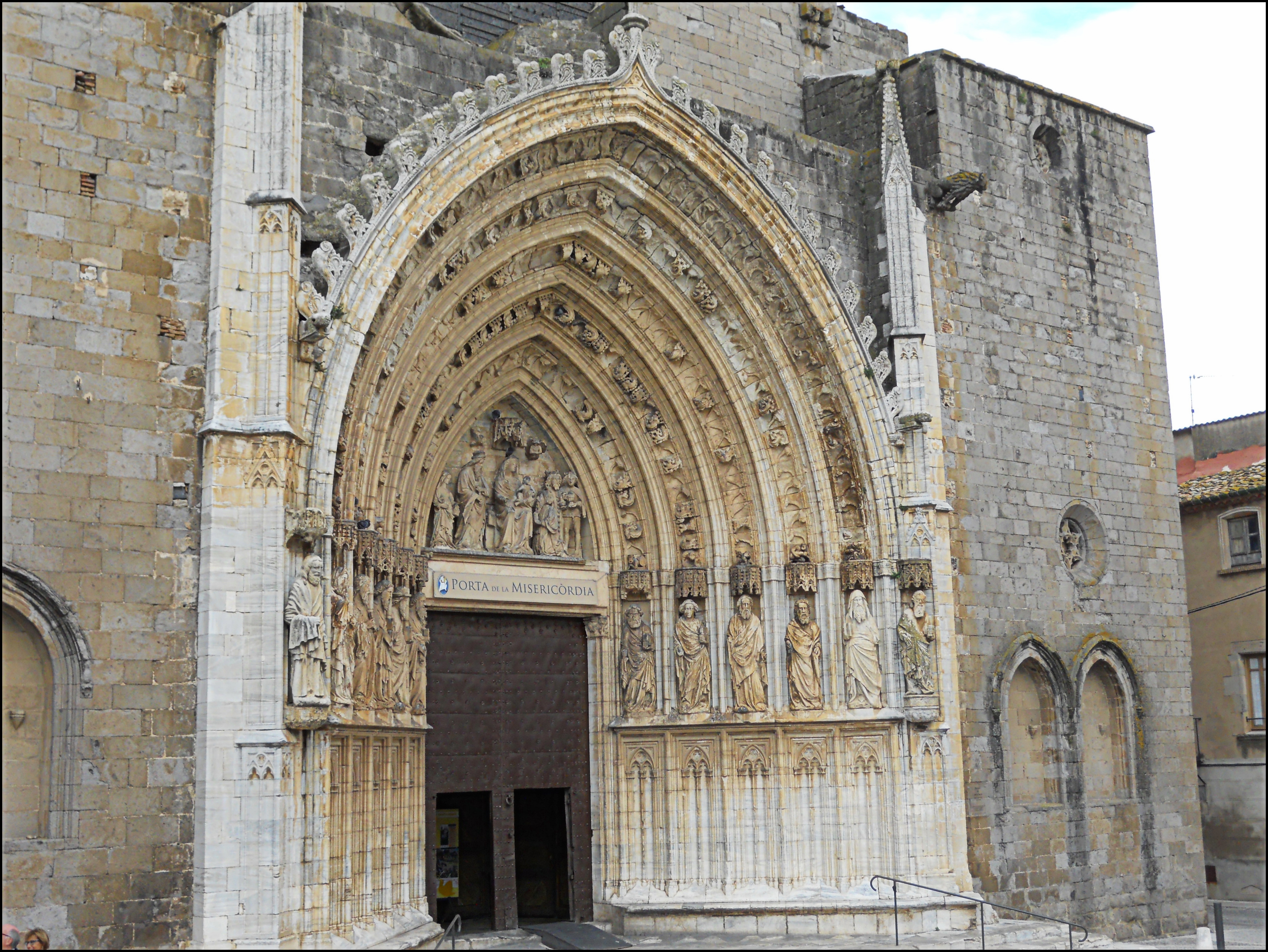
Vue sur le portail et le tympan de la Cathédrale.
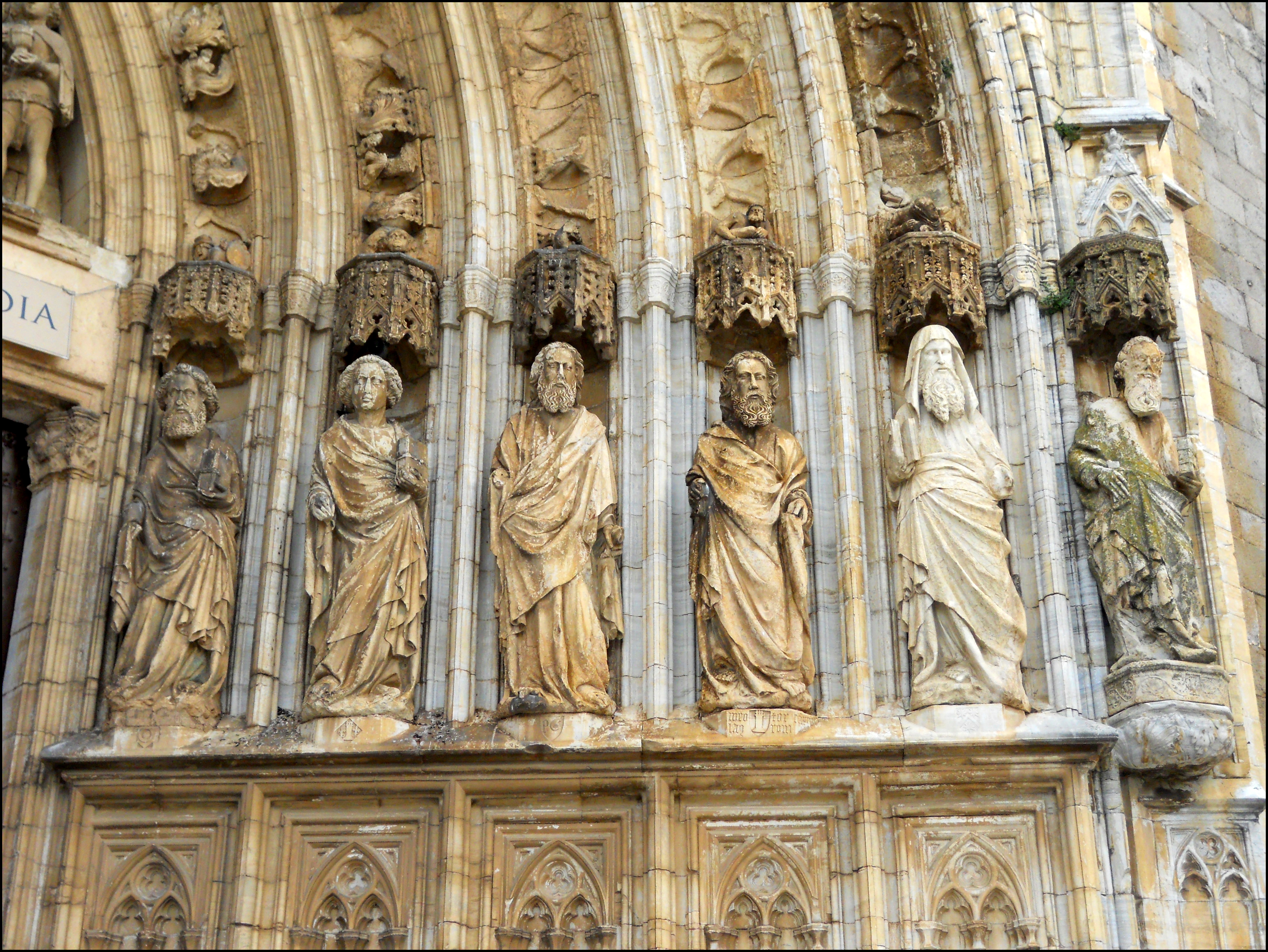
Sculptures du tympan.
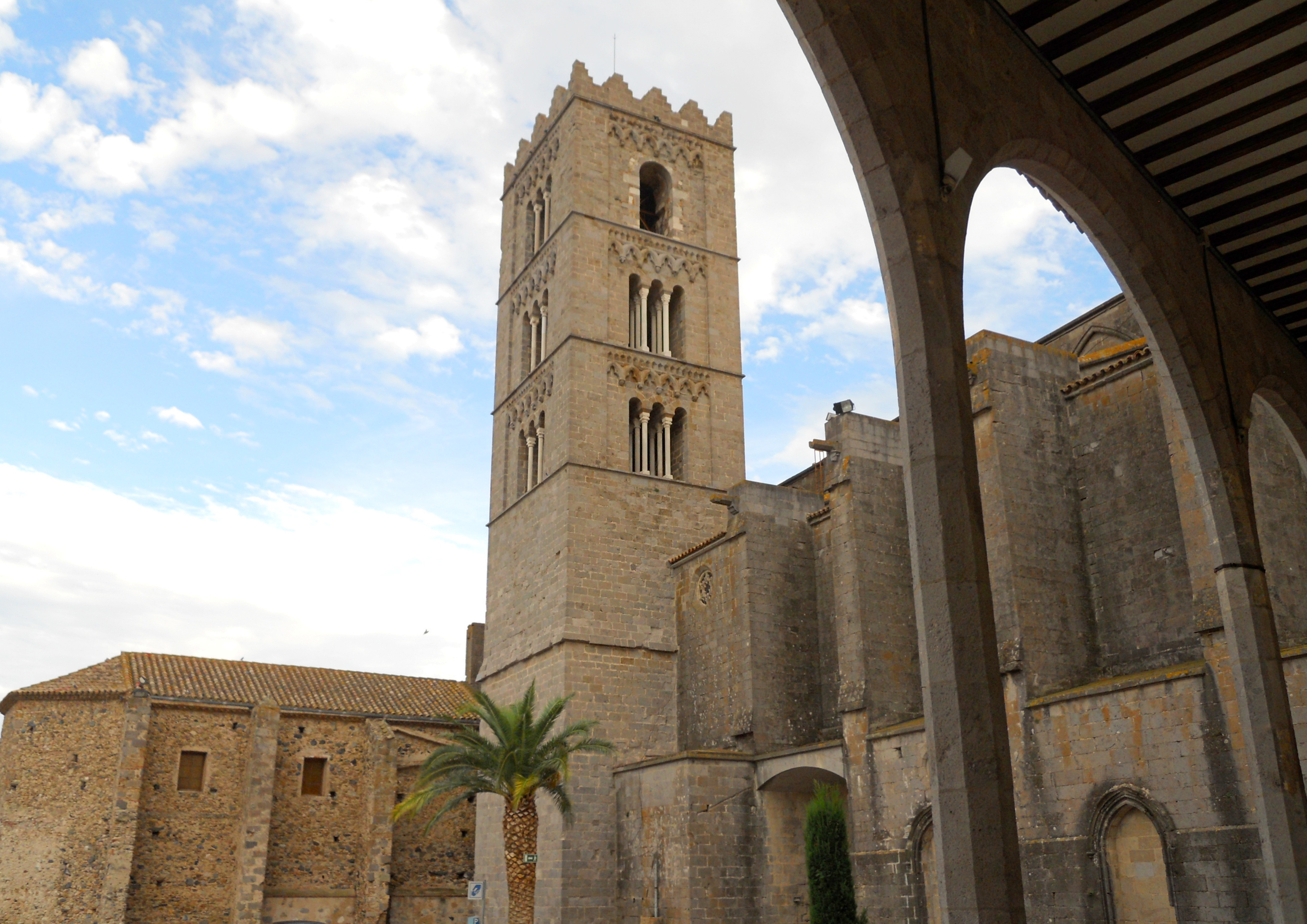
Vue latérale de la cathédrale.

- Écomusée-Farinière de Castelló d'Empúries

## Jumelage
La commune de Castelló d'Empúries est jumelée avec :
- Elne (France) dans le département des Pyrénées-Orientales depuis 1986 ;
- Telica (Nicaragua) depuis 1998 ;
- Ettenheim (Allemagne) depuis 2001.

## Galerie de photos

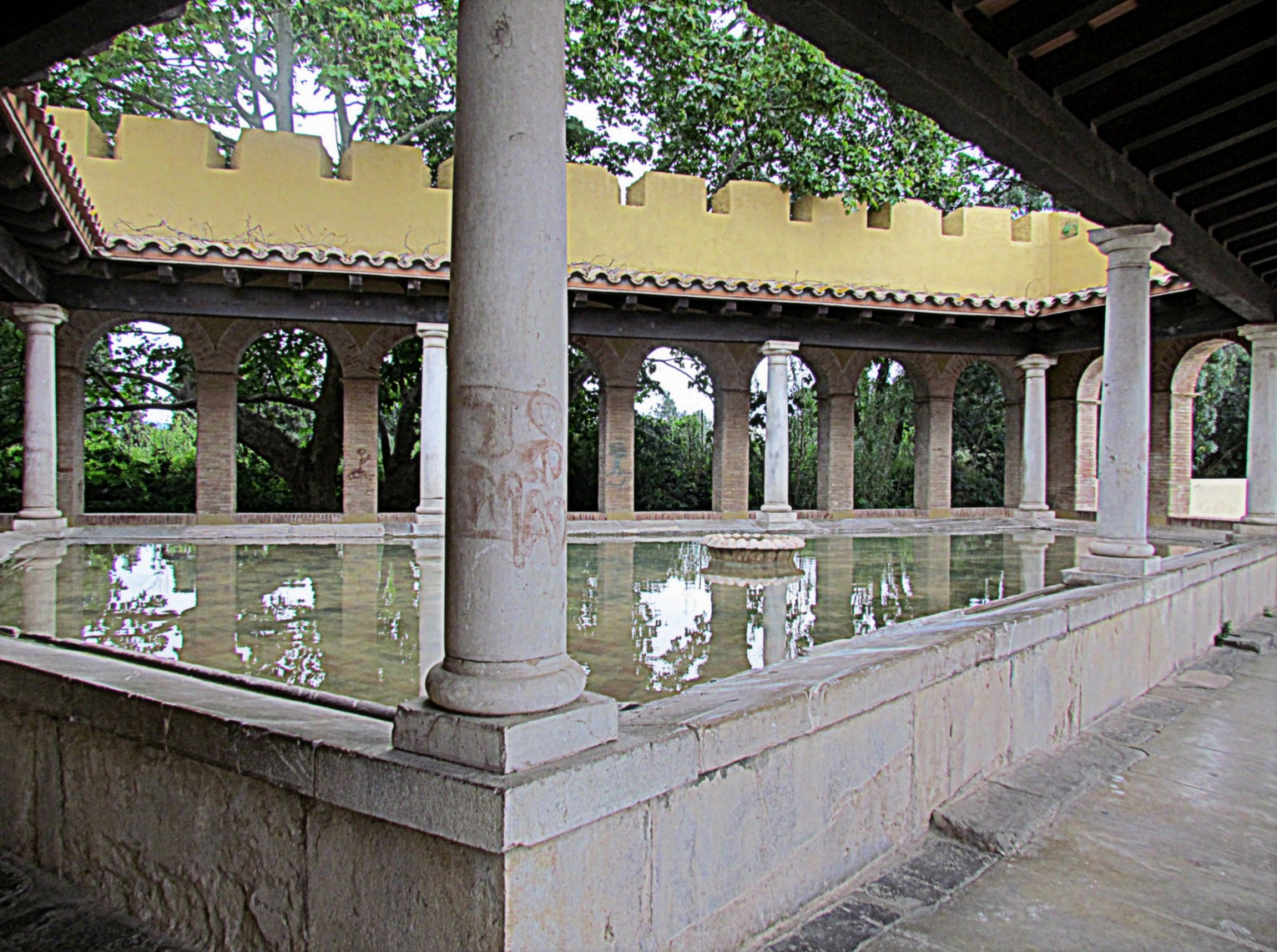
Lavoir public (vue 1).
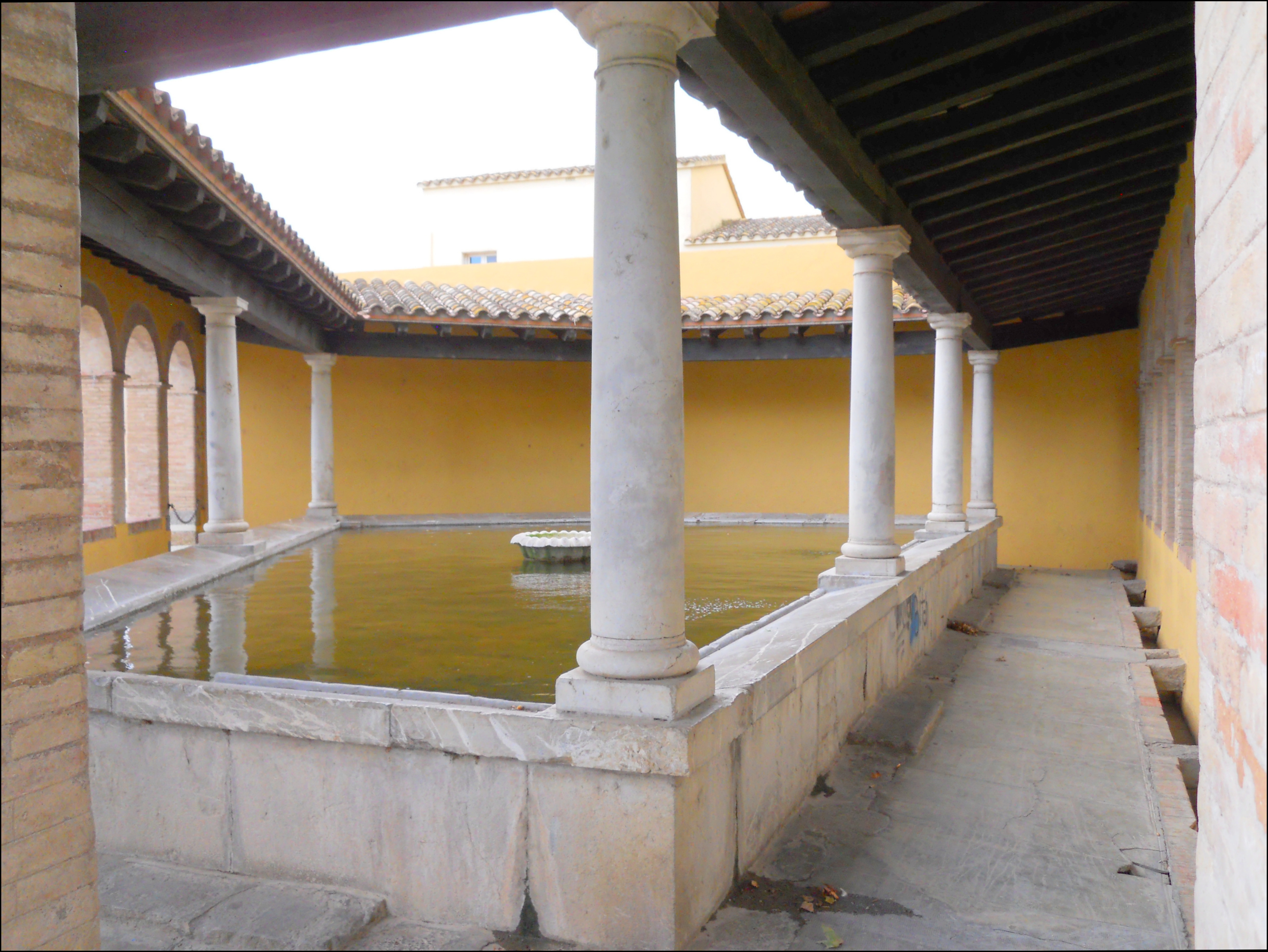
Lavoir public (vue 2).
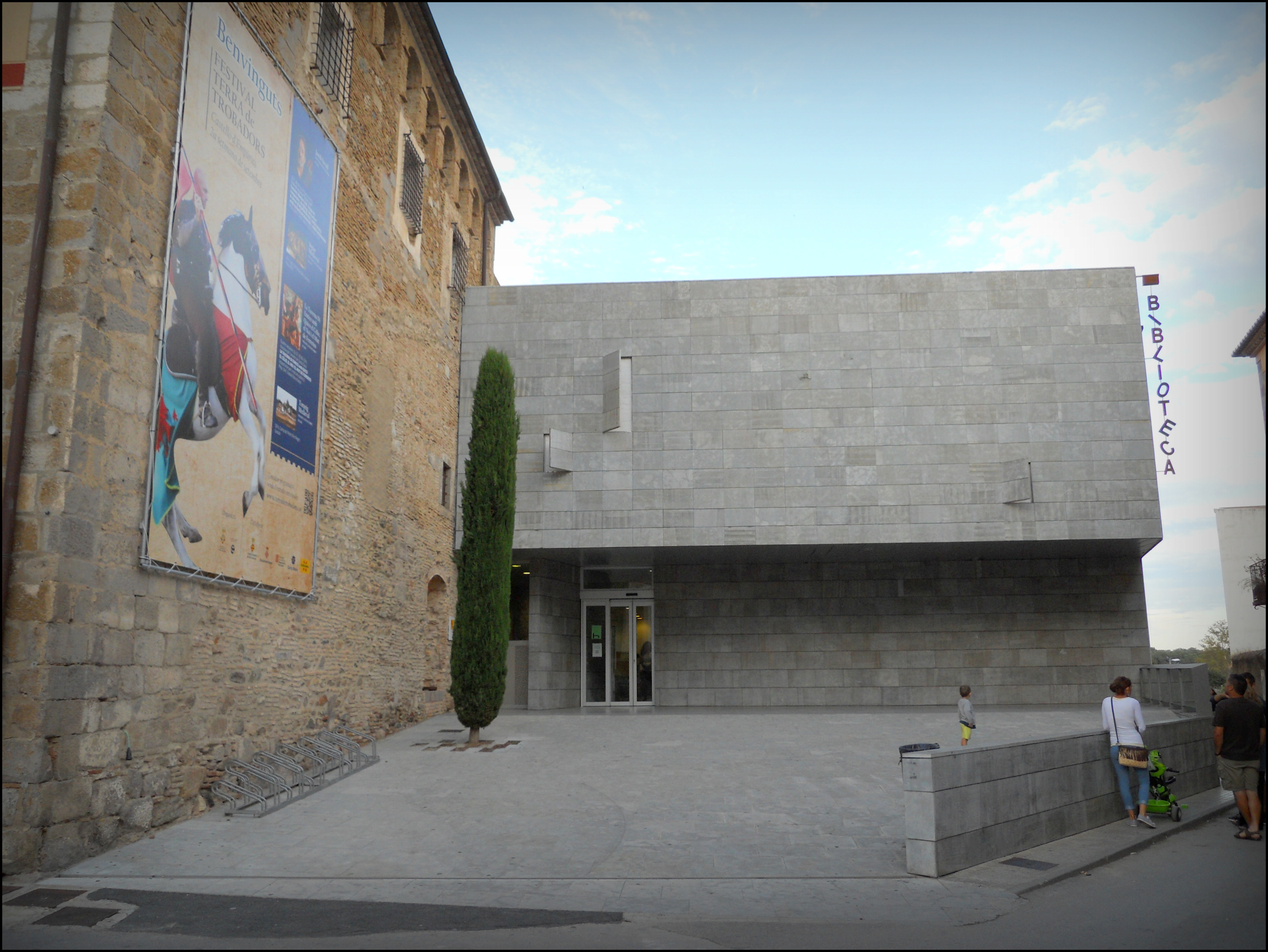
Bibliothèque municipale.